# 博罗夫基格里涅沃农村居民点
博罗夫基格里涅沃农村居民点（俄语：Боровогриневское сельское поселение）是俄罗斯联邦别尔哥罗德州新奥斯科尔区所属的一个农村居民点。其下辖有7个居民点，行政中心为博罗夫基。据2016年统计，该农村居民点的人口为718人。